# Фатмір Хаджіу
Фатмір Хаджіу (алб. Fatmir Haxhiu; нар. 28 грудня 1927, Гірокастра — пом. 10 березня 2001, Тирана) — албанський художник-баталіст, історичний живописець, портретист, гравер, журнальний графік. Центральною темою усієї творчості художника стала військова історія його країни, героїчна стійкість албанського народу.

## Біографія
Фатмір Хаджіу народився 28 грудня 1927 у Гірокастрі, на півдні Албанії. Його батько походив з м. Пермет (того ж округу); у 1930 році він перевіз родину до Тирани.
В юності Фармір Хаджіу брав участь в антифашистському опорі у Тирані, організованому Комуністичною партією Албанії (1941–1942). У 1943 році він вступив до національно-визвольної армії, що воювала проти фашистів. У дуже ранньому віці, у 1944 році, Фатмір Хаджіу усвідомив свою солідарність з Союзом антифашистської молоді Албанії (до Союзу входили у тому числі такі живописці і скульптори, як Садік Кацелі (1914–2000); Неджмедін Заджмі (1916–1991); Кель Коделі (1918–2006); Андреа Мана (1919–2000).
З листопада 1945 Фатмір Хаджіу навчався у Військово-артилерійській школі у Белграді і у Загребі. Повернувшись на батьківщину, служив до 1960 року офіцером в армії. Залишив службу, дослужившись до чину армійського підполковника, і повністю присвятив себе образотворчому мистецтву. Хаджіу опинився у числі перших випускників щойно організованого Вищого інституту мистецтв у Тирані. У 1959 році Фатмір Хаджіу виграє конкурс (було прийнято 7 студентів з 70 номінантів) на надходження до Вищого інститут мистецтв. У 1965 році він закінчив його з відзнакою, представивши на захисті диплому багатофігурну композицію на тему війни «Похід Першого дивізіону на північ» (полотно, олія 200×300 см). Дипломна картина «Похід Першого дивізіону на північ» (1965) стала у творчості художника початком великого циклу з більш ніж 100 великоформатних картин у батальному і історичному жанрах за мотивами подій історії Албанії.
У середині 50-х років, Фатмір Хаджіу організував і почав активно просувати першу в Албанії студію художників-баталістів; підтримував молодих живописців і скульпторів випускників тільки що (у 1947 році) відкритого Художнього ліцею у Тирані.
У 1959 Хаджіу вперше бере участь у національній виставці живопису (отримує другу премію). Художник публікував малюнки у журналі «10 липня» (Журнал «10 Korriku» — орган Міністерства оборони, що піднімав проблеми освіти, художнього та культурного життя військовослужбовців (видавався з 1947 до листопада 1991 року) і у газеті «Luftëtari» («Воїн»). Скульптор Одісе Паскалі підтримав молодого художника на перших порах, зазначивши переконаність, прагнення і талант Фатміра Хаджіу.
Згодом сам Хаджіу став членом Президії Спілки письменників і художників Албанії (1966–1969), а також членом комісії живопису у Державному комітеті образотворчих мистецтв Албанії та членом Художньої ради Національної галереї мистецтв/Galeria Kombëtare e Arteve. У 1970–1982 роках він входив до атестаційної комісії Вищого інституту мистецтв (майстерня монументального живопису).
Після смерті одноосібного керівника Албанії Енвера Ходжі (у наслідування своєму кумиру Йосипу Сталіну, намагався керувати і літературою, і образотворчим мистецтвом країни; а в особі свого земляка, — художника Ф. Хаджіу, — він знайшов відданого провідника ідеологічних установок на безмежний ентузіазм і жертовність албанців у відстоюванні національної незалежності), і після повалення комуністичного режиму, у 90-ті роки Хаджіу працював над циклом пейзажів Албанії, і знову повернувся до історичної тематики, цього разу Скандербега (1405–1468).